# مايك لويس (عازف قيثارة)
مايك لويس (بالإنجليزية: Mike Lewis)‏ هو عازف قيثارة بريطاني، ولد في 17 أغسطس 1977 في Pontypridd ‏ في المملكة المتحدة.

## وصلات خارجية
- مايك لويس على موقع ميوزك برينز (الإنجليزية)
- مايك لويس على موقع ديسكوغز (الإنجليزية)